# Тріщинський Анатолій Іванович
Анатолій Іванович Тріщинський (20 травня 1923, Русанівка — 31 березня 2009) — український медик, головний анестезіолог МОЗ України, президент Асоціації анестезіологів України.

## Біографія
Народився 20 травня 1923 року в селі Русанівці (тепер Липоводолинського району Сумської області). У 1950 році з відзнакою закінчив Вінницький медичний інститут. В 1955 році захистив кандидатську дисертацію. З 1957 року працював в Київському інституті удосконалення лікарів асистентом, доцентом, з 1965 року — професором кафедри анестезіології. З 1967 по 1996 рік завідував кафедрою анестезіології та інтенсивної терапії цього інституту.

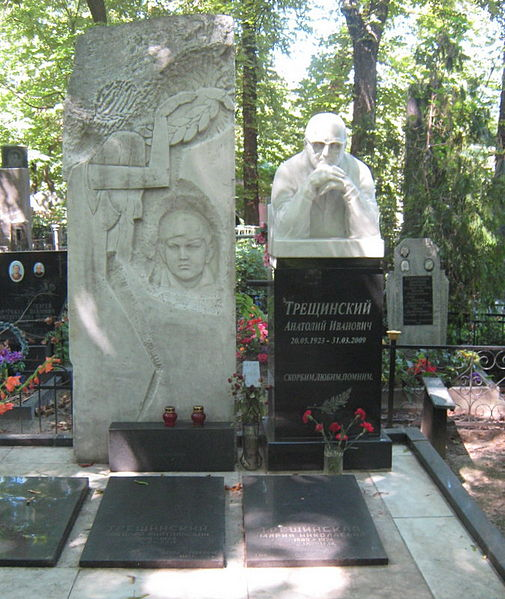
Могила Анатолія Трещинського

Помер 31 березня 2009 року. Похований в Києві на старому Байковому кладовищі.

## Наукова діяльність
Вперше в Україні розробив і застосував анестезіологічний посібник та забезпечення безпеки хворого при операціях з штучним кровообігом, які проводилися вперше в колишньому СРСР. Вніс вагомий вклад в розвиток анестезіології та інтенсивної терапії при таких клінічно значущих станах, як ураження нервової системи, шок, сепсис, порушення імунної системи.
Автор понад 300 наукових праць, у тому числі восьми монографій.

## Відзнаки
Лауреат премії імені Палладіна АН України (1985; за монографію «Ферментативні процеси і їх корекція при екстремальних станах»). Нагороджений:
- орденами: Трудового Червоного Прапора, Дружби народів, князя Ярослава Мудрого V ступеня
- медалями: В пам'ять 1500-річчя Києва, Ветеран праці.